# Jean de Fribourg
Jean de Fribourg, dit « de Furstemberg », né à Neuchâtel le 26 mai 1396 et mort le 19 février 1458 dans la même ville,, est un comte de Fribourg-en-Brisgau, de Cerlier et de Neuchâtel à partir de 1424, baron de Grandson et seigneur de Vercel, de Badenwyler et de Champlitte ; maréchal de Bourgogne.

## Biographie
Dès le décès de son père, il prête serment pour le comté de Neuchâtel et institue Jacques de Vaumarcus bailli de Cerlier et Simon d'Oussans bailli de Champlitte. Sans héritiers, il désigne Rodolphe de Hochberg (descendant de Guillaume de Hochberg par son grand-père Egon III de Fribourg) pour lui succéder.
En 1450, il offre aux bourgeois du Landeron un terrain sur lequel ils peuvent construire un bâtiment qui offre une combinaison exceptionnelle, puisqu'il abrite une chapelle et un hôtel de ville. Une bulle papale confirme l'existence de la chapelle en 1455, alors que le chantier de l'hôtel de ville se poursuit jusqu'en 1460.

## Mariage et succession
Il épouse le 13 juillet 1416 Marie (? - 1465), dame de Cerlier, fille de Jean III de Chalon-Arlay et de Marie des Baux-Orange, de qui il a :
- Jean (13 septembre 1426 - ?), mort jeune,
- Catherine (1428 - ?), morte jeune,
- Jeanne (7 août 1429- ?), morte jeune.

Il aurait eu trois autres enfants tous morts en bas âge.

## Sources
- Nicolas Viton de Saint-Allais, L'Art de vérifier les dates des faits historiques, des chartes, des chroniques et autres anciens monuments, depuis la naissance de Notre-Seigneur, par le moyen d'une table chronologique, 1819 (lire en ligne), p. 69 à 70
- Julius Kindler von Knobloch, Oberbadisches Geschlechterbuch, Heidelberg, Carl Winter's Universitätsbuchhandlung, 1894 (lire en ligne), p. 388 et 399
- Jonas Boyve, Annales historiques du Comté de Neuchâtel et Valangin depuis Jules-César jusqu'en 1722, E. Mathey, 1854 (lire en ligne), p. 397 à 496
- Jaqueline Lozeron: La jeunesse de Jean de Fribourg à la cour de Neuchâtel. In: Musée neuchâtelois, 1943, p. 4-12 lire en ligne - doc.rero.ch
- Jaqueline Lozeron: Jean de Fribourg et Marie de Chalon, leurs enfants et leur héritier. In: Musée neuchâtelois, 1946, p. 42-48 lire en ligne - doc.rero.ch

- Médiéval Généalogie
- Geneall, Graf von Freiburg
- Fabpedigree, Freiburg
- Roglo, Grf von Freiburg
- (de) Hans Jakob Wörner: Das Markgräflerland – Bemerkungen zu seinem geschichtlichen Werdegang, in: Das Markgräflerland, Heft 2/1994, p. 63, Schopfheim 1994